# Villafranca de los Caballeros
Villafranca de los Caballeros è un comune spagnolo di 5 262 abitanti situato nella comunità autonoma di Castiglia-La Mancia.